# Fakulteta za javno upravo v Sarajevu
Fakulteta za javno upravo v Sarajevu (izvirno bosansko Fakultet za javnu upravu Sarajevo), s sedežem v Sarajevu, je samostojna fakulteta. Ustanovljena je bila leta 2005 in je akreditirana s strani Fakultete za upravo v Ljubljani.